# حامل خاتم ملك الوجه البحري
| L2 | S19 · t |

| L2 | S19 · t |

حامل الخاتم الملكي, (بالمصرية:𓋨𓆤 ،ختمت بيتي) كان منصبًا رسميًا ولقبًا في مصر القديمة. الاسم يعني حرفيًا "خاتِم ملك الوجه البحري"، لكن من غير المحتمل مطلقًا أن يكون المنصب محدودًا في نطاق جغرافيا الشمال المصري فقط. في الفترة المبكرة من تاريخ مصر والدولة القديمة، كان واحدًا من أهم المناصب في مصر. يبدو أن حامل الخاتم كان يرأس الخزانة وكانت له قوة رمزية كبيرة كممثل رسمي للملك. كـ"لقب تصنيفي"، أشار إلى أسبقية حامل الخاتم في البلاط. في أواخر الدولة الوسطى، أُعيد إحياء اللقب كعنوان تصنيفي يحمله العديد من أعلى المسؤولين في البلاط. تزامن ذلك على ما يبدو مع زيادة بروز الأختام في الإدارة المصرية، كجزء من مركزية البيروقراطية. انتشر اللقب بشكل أوسع في الفترة الانتقالية الثانية، مما قلل من قوته.

## التاريخ

### الفترة المبكرة والدولة القديمة

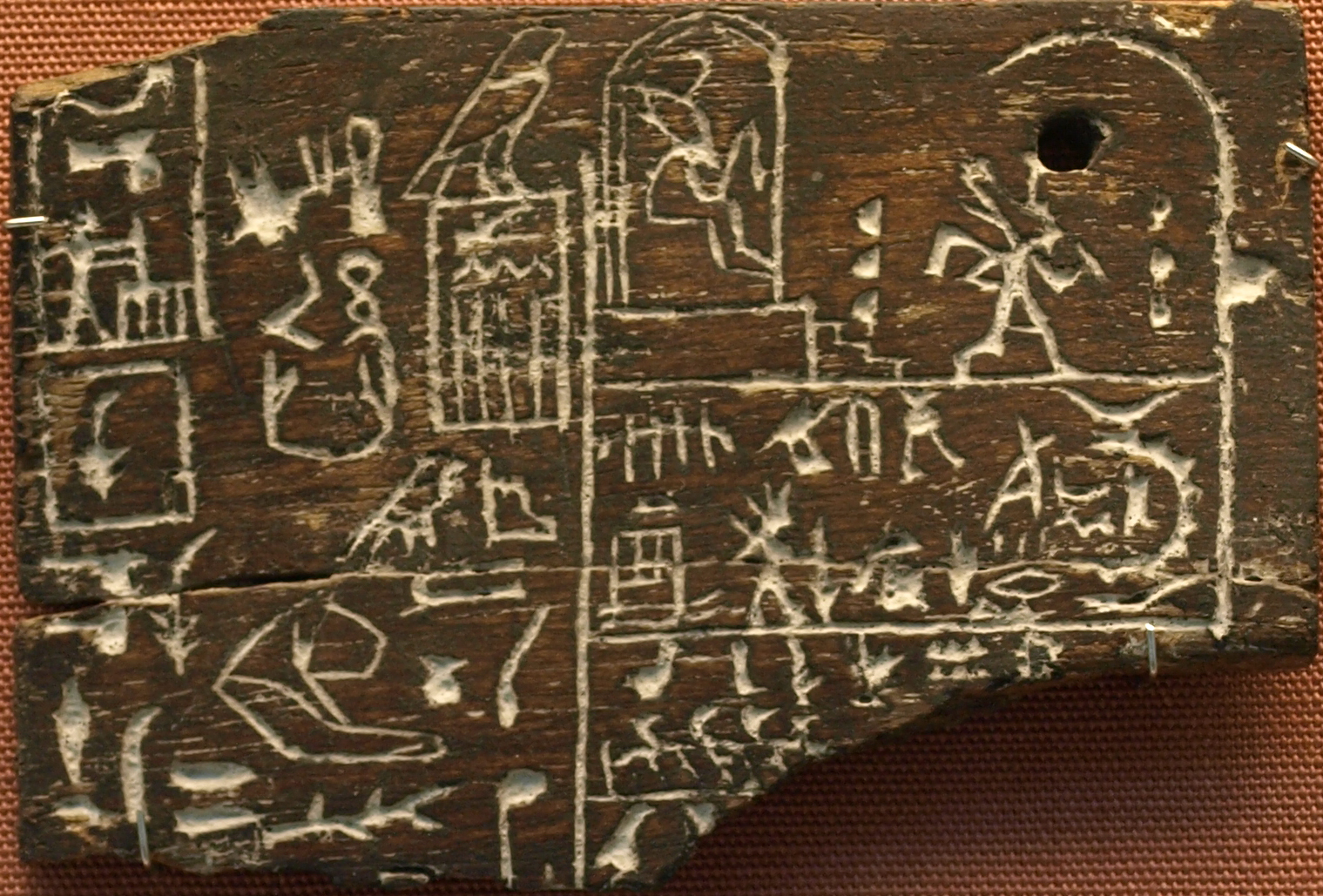
يظهر اسم حماكا حامل الخاتم الملكي على هذه اللوحة العاجية من مقبرة دن في أم الجعاب.

ظهرت وظيفة حامل الخاتم الملكي لأول مرة في الفترة المبكرة، عندما كانوا على الأرجح أعلى المسؤولين في الخزانة. شهدت فترة حكم دن أول ظهور لحاملي هذا المنصب: ست كا، المعروف من ختم كان يستخدمه للإشراف على قسم الضغط على الزيت أو النبيذ، وحماكا، المعروف من مقبرة في سقارة، التي تُظهر حجم ورفاهية ممتلكاتها مكانة المنصب البارزة في هذه المرحلة. يتزامن ظهور هذا المنصب مع تحول كبير في تعقيد وتنظيم الإدارة المصرية. منح امتلاك ختم الملك لأصحاب المنصب سلطة رمزية كبيرة، ويبدو أنه اُستخدم جزئيًا كـ"لقب تصنيفي" للإشارة إلى بروز صاحب المنصب في البلاط.
مع تطور التمييز بين ملكية الملك الشخصية والخزانة الدولة (پر حچ) في أواخر الفترة المبكرة والدولة القديمة، ربما أصبح حاملو الخاتم الملكي إداريين للممتلكات الشخصية. في الأسرة الثالثة في عهد الملك زوسر، كان هذا اللقب الرئيسي الذي يحمله إمحوتب، مهندس هرم زوسر المدرج، مما يظهر أنه استمر كواحد من أهم المناصب في مصر. في الأسرة الرابعة، كان المنصب غالبًا ما يحمله الوزير. في الأسرة الخامسة، كان حاملو الخاتم الملكي من بين المسؤولين الذين يديرون الخزانة بأكملها، ربما كضوابط على سلطة المسؤولين الآخرين، بفضل دورهم كممثلين شخصيين للملك في الأمور المالية.

### الدولة الوسطى
في النصف الثاني من الأسرة الثانية عشرة، خلال أو بعد عهد سنوسرت الثاني (1897–1878 ق.م)، أُعيد إحياء لقب حامل الخاتم الملكي كعنوان رئيسي لكبار المسؤولين، تحت ألقاب إري پعت وحاتي عا، التي كانت محفوظة لأبرز المسؤولين في البلاط، وعلاوة على لقب سمر وعتي. كانت هذه الألقاب إضافية، لذا فإن حامل الخاتم الملكي الذي تمت ترقيته إلى الرتب الأعلى كان يستمر في حمل لقب حامل الخاتم الملكي أيضًا. يبدو أن إدخال اللقب مرتبط بزيادة ملحوظة في استخدام الأختام من قبل المسؤولين الملكيين وظهور ممارسة الختم المضاد (حيث يتم ختم الوثيقة من قبل عدة مسؤولين مختلفين). في الوقت نفسه، تم إنشاء منصب المشرف على الأشياء المختومة (إميرا ختمت) كرئيس للإدارة الاقتصادية مع مكانة مساوية للوزير. تعكس هذه التغييرات زيادة مركزية الإدارة المصرية.
لم يكن لقب حامل الخاتم الملكي محدودًا بالمسؤولين العاملين في الخزانة الملكية. غالبًا ما يرتبط بأدوار قوية محددة، مثل المشرف على الحريم [الحريم بمعنى المكان المحمي المحظور ويقصد به البيت الملكي] (إميرا خنرت)، قائد طاقم الحاكم (المسؤول عن الحرس الملكي)، وحكام الأقاليم.

### الفترة الانتقالية الثانية

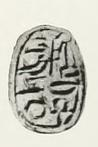
ختم جعران لأمنحتب، حامل الخاتم الملكي في الأسرة الثالثة عشرة، حوالي 1750 ق.م.

خلال الفترة الانتقالية الثانية، عندما انهارت السلطة المركزية في مصر، انتشرت الألقاب المرتبطة بالأختام وأصبح لقب "حامل الخاتم الملكي" يُستخدم لمجموعة أوسع من المسؤولين، بما في ذلك العديد من المسؤولين المشاركين في الإدارة الدينية والمحلية. يستمر ظهور اللقب في الأسرة السابعة عشرة حيث يصبح لقب ابن الملك (سا نسو) اللقب التصنيفي الرئيسي الذي يحمله أبرز المسؤولين، مما يحل محل لقب "حامل الخاتم الملكي" جزئيًا. قد يعكس هذا تحولًا في الأيديولوجية الحاكمة، حيث أصبحت الروابط الشخصية بالملك أكثر أهمية كعلامات على المكانة.
عندما بدأ منصب الكاهن الأعلى (أي كاهن مسؤول عن إدارة المعبد) في الظهور في الأسرة الثالثة عشرة، بدأ هذا الدور يُشار إليه بدمج لقب حم نتر ("خادم الإله"، الذي يحمله العديد من الكهنة في المعبد)، مع لقب حامل الخاتم الملكي. يصبح هذا أكثر شيوعًا خلال الفترة الانتقالية الثانية ويتزامن مع زيادة دور الكهنة الكبار في الإدارة المركزية للملك. في الأسرتين السادسة عشرة والسابعة عشرة، ينتشر اللقب إلى مسؤولين مهمين آخرين في المعابد. في الدولة الحديثة، تم إنشاء لقب محدد للكاهن الأكبر، حم نتر تپي ("الخادم الأول للإله").

## الببليوجرافيا
- Barta، Miroslav (2013). "Kings, Viziers, and Courtiers: Executive Power in the Third Millennium B.C.". في Moreno Garcia، Juan Carlos (المحرر). Ancient Egyptian administration. Leiden, The Netherlands. ص. 153–177. ISBN:9789004250086.{{استشهاد بكتاب}}:  صيانة الاستشهاد: مكان بدون ناشر (link)
- Grajetzki، Wolfram (2013). "Setting a State Anew: The Central Administration from the End of the Old Kingdom to the End of the Middle Kingdom". في Moreno Garcia، Juan Carlos (المحرر). Ancient Egyptian administration. Leiden, The Netherlands. ص. 215–258. ISBN:9789004250086.{{استشهاد بكتاب}}:  صيانة الاستشهاد: مكان بدون ناشر (link)
- Papazian، Hratch (2013). "The Central Administration of the Resources in the Old Kingdom: Departments, Treasuries, Granaries and Work Centers". في Moreno Garcia، Juan Carlos (المحرر). Ancient Egyptian administration. Leiden, The Netherlands. ص. 41–84. ISBN:9789004250086.{{استشهاد بكتاب}}:  صيانة الاستشهاد: مكان بدون ناشر (link)
- Shirley، JJ (2013). "Crisis and Restructuring of the State: From the Second Intermediate Period to the Advent of the Ramesses". في Moreno Garcia، Juan Carlos (المحرر). Ancient Egyptian administration. Leiden, The Netherlands. ص. 521–606. ISBN:9789004250086.{{استشهاد بكتاب}}:  صيانة الاستشهاد: مكان بدون ناشر (link)
- Willems، Harco (2013). "Nomarchs and Local Potentates: The Provincial Administration in the Middle Kingdom". في Moreno Garcia، Juan Carlos (المحرر). Ancient Egyptian administration. Leiden, The Netherlands. ص. 341–392. ISBN:9789004250086.{{استشهاد بكتاب}}:  صيانة الاستشهاد: مكان بدون ناشر (link)
- Wilkinson، Toby (1999). Early dynastic Egypt. London: Routledge. ISBN:9780415186339.